# Egberto de Wessex
Egberto (769 ou 771 – 839) foi o Rei de Wessex de 802 até sua morte, e também Rei de Kent a partir de 825. Era filho do rei Ealmundo de Kent. Egberto foi exilado pelos reis Offa da Mércia e Beortrico de Wessex na década de 780, porém com a morte do segundo ele retornou e tomou o trono.
Pouco se sabe sobre os primeiros vinte anos do reinado de Egberto, porém acredita-se que ele conseguiu manter a independência do Reino de Wessex contra o Reino da Mércia, que na época dominava todos os reis ingleses do sul. Ele derrotou Beornulfo da Mércia em 825, encerrou a supremacia desse reino na batalha de Ellandun e prosseguiu para tomar as dependências mercianas no sudeste da Inglaterra. Egberto derrotou Viglafo da Mércia em 829 e o expulsou de seu reino, temporariamente governando Mércia diretamente. Mais tarde no mesmo ano o rei recebeu a submissão do rei Dore da Nortúmbria. A Crônica Anglo-Saxônica posteriormente descreveu Egberto como bretwalda, ou "Rei da Bretanha".
Egberto não conseguiu manter sua posição dominante e Viglafo reconquistou seu trono em menos de um ano. Entretanto, Wessex conseguiu manter o controle de Kent, Sussex e Surrey; esses territórios foram passados para Etelvulfo, filho de Egberto, para que governasse sob seu pai. Quando Egberto morreu em 839, Etelvulfo o sucedeu.

## Família
Por parte de pai não existe um consenso entre os historiadores sobre os ancestrais de Egberto.A versão mais antiga da Crônica Anglo-Saxônica, a Crônica de Parker, começa com um prefácio que traça os ancestrais de seu filho Etelvulfo através de Egberto, Ealmundo (que acredita-se ser o rei Ealmundo de Kent,se for assim,Egberto é neto da desconhecida neta de Witred de Kent) e os desconhecidos Eoppa e Eafa, chegando em Ingildo (Ingild), irmão do rei Ine de Wessex, que abdicou do trono em 726. Ele continua para trás até o rei Cerdico, o fundador da Casa da Saxônia Ocidental. O historiador Frank Stenton aceita a linhagem ancestral de Egberto até Ingildo, porém não a genealogia que chega em Cerdico. Por outro lado, Heather Edwards argumenta que Egberto tinha suas origens no Reino de Kent e que sua descendência saxã ocidental foi fabricada durante seu reinado para lhe dar maior legitimidade. Já Rory Naismith considera improvável que ele tenha vindo de Kent, sendo mais provável que "Egberto nasceu da boa estirpe real saxã ocidental".
Já por parte de mãe,sabemos que ela foi neta de Witred de Kent,já que assim conquentemente descendente de Berta de Kent.
Não se sabe o nome da esposa de Egberto. Uma crônica do século XV que hoje está na Universidade de Oxford nomeia sua esposa como Redburga, que supostamente era uma parente de Carlos Magno,com quem ele se casou na época que estava exilado na Frância, porém isso é rejeitado pelos historiadores acadêmicos por ela ter sido escrita oito séculos depois da morte de Egberto. Ele supostamente tinha uma meia-irmã chamada Alburga, mais tarde foi reconhecida como santa por ter fundado a Abadia de Wilson. Ela se casou com Vulfstano de Wiltshire, que morreu em 802 e depois disso Alburga tornou-se uma freira e a Abadessa de Wilton.

## Contexto e início de vida

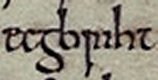
O nome de Egberto escrito como "Ecgbriht" no manuscrito C da Crônica Anglo-Saxônica

O rei Offa de Mércia reinou de 757 a 796 e foi uma força dominante na Inglaterra anglo-saxã durante a segunda metade do século VIII. Não é bem documentada a relação de Offa com Cinevulfo, o rei do Reino de Wessex entre 757 e 786, porém é provável que o segundo tenha conseguido manter alguma independência do senhorio mércio. A evidência da relação entre os dois reis vem de cartas régias, que eram documentos que davam terras para seguidores e para clérigos, e eram dadas apenas pelos monarcas que tinham poder para dar terras. Em alguns casos o rei aparecia como um subregulus, ou "subrei", deixando claro que ele era o senhorio. Cinevulfo apareceu como "Rei dos Saxôes Ocidentais" em uma carta de Offa datada de 772; ele foi derrotado por Offa em 779 em uma batalha em Bensington, porém não há mais nada que sugira que Cinevulfo não era seu próprio senhor e é desconhecido se ele reconheceu o senhorio de Offa. O rei de Mércia tinha influência no sudeste da Inglaterra: uma carta de 764 o mostra na companhia do rei Heaberht de Kent, sugerindo que Offa tenha o ajudado a conseguir o trono. Os historiadores ainda debatem a extensão de seu controle sobre Kent entre os anos de 765 e 776, porém aparentemente os reis de Kent tinham certa independência de Mércia de 776 até 784.
Outro Egberto, Egberto II de Kent, governou aquele reino durante a década de 770; foi mencionado pela última vez em 779, numa carta que concede terras em Rochester. Em 784 um novo rei de Kent, Ealmundo, aparece na Crônica Anglo-Saxã. De acordo com uma nota na margem desta carta, "este rei Ealmundo era pai de Egberto [de Wessex], Egberto era pai de Etelvulfo." Isto é confirmado pelo prefácio genealógico do texto A da Crônica, que lista o nome do pai de Egberto como Ealmundo, sem maiores detalhes. O prefácio provavelmente data do fim do século IX; a nota da margem está no manuscrito F da Crônica, que é uma versão de Kent que data de por volta de 1100.
Ealmundo não parece ter permanecido no poder por muito tempo: não existem registos das suas atividades após 784. Existem, no entanto, evidências extensivas do domínio de Offa em Kent durante o fim da década de 780, com suas metas variando da suserania até a anexação direta do reino, com ele tendo sido descrito como "o rival, não o suserano, dos reis de Kent". É possível que o jovem Egberto tenha fugido para Wessex por volta de 785; é sugestivo que a Crônica menciona num trecho posterior que Beortrico, sucessor de Cinevulfo, tenha ajudado Offa a exilar Egberto.
Cinevulfo foi assassinado em 786. Egberto pode ter contestado a sucessão, porém Offa interveio com sucesso na disputa de poder que se seguiu pelo lado de Beortrico. A Crônica Anglo-Saxã registra que Egberto passou três anos na Frância antes de ser coroado, exilado por Beortrico e Offa. O texto usa "iii" como três, porém este pode ter sido um erro do escriba, e a leitura correta seria "xiii", ou seja, treze anos. O reinado de Beortrico durou dezasseis anos, e não treze; todas as cópias existentes da Crónica citam "iii", porém diversos relatos modernos assumem que Egberto teria passado na realidade treze anos na Frância. Isto exige que se assuma que o erro de transcrição seja comum a todos os manuscritos da Crónica Anglo-Saxã; diversos historiadores fazem esta presunção, porém outros a rejeitaram como improvável, tendo em vista a consistência das fontes. De qualquer maneira, Egberto provavelmente foi exilado em 789, quando Beortrico, seu rival, se casou com a filha de Offa da Mércia.
Durante o exílio de Egberto, a Frância foi governada por Carlos Magno, que manteve a influência frâncica na Nortúmbria, e que teria dado apoio aos inimigos de Offa no sul. Outro exilado na Gália durante este período foi Odberto, um padre, que quase seguramente seria Edberto, que mais tarde se tornou rei de Kent. De acordo com um cronista posterior, William de Malmesbury, Egberto teria aprendido as artes de governo durante seu período na Gália.

## Início do reinado
A dependência de Beortrico continuou durante o reinado de Cenovulfo, que se tornou rei da Mércia alguns anos após a morte de Offa. Beortrico morreu em 802, e Egberto assumiu o trono de Wessex, provavelmente com apoio de Carlos Magno e, talvez, do papado. Os mércios continuaram a oporem-se a Egberto; no dia de sua ascensão ao trono, os Hwicce (que formavam originalmente um reino separado, mas que àquela altura já faziam parte da Mércia) atacaram, sob a liderança de seu ealdormano, Etelmundo. Weohstan, um ealdormano de Wessex, foi ao seu encontro com homens de Wiltshire: de acordo com uma fonte do século XV, Weohstan havia se casado com Alburga, irmã de Egberto, e era, portanto, seu cunhado. Os Hwicce foram derrotados, embora Weohstan tenha sido morto juntamente com Etelmundo. Nada mais se registrou das relações de Egberto com a Mércia por mais de vinte anos depois desta batalha. Parece provável que Egberto não tenha exercido influências fora das suas fronteiras, porém por outro lado não existem evidências de que ele tenha se rendido à dominação de Cenovulfo. Este dominava o resto do sul da Inglaterra, porém nas suas cartas oficiais o título de "soberano dos ingleses do sul" nunca aparece, supostamente como resultado da independência do reino de Wessex.
Em 815 a Crónica Anglo-Saxã registrou que Egberto devastou todos os territórios do último reino britânico nativo, Dumnônia, conhecido pelo autor da Crónica como os galeses ocidentais; o seu território equivalia ao da atual Cornualha. Dez anos mais tarde, uma carta oficial datada de 19 de agosto de 825, indica que Egberto esteve envolvido em campanhas militares na Dumnônia novamente; este fato pode ter tido relação com uma batalha registrada na Crónica em Galford, em 823, entre os homens de Devon e os britões da Cornualha.

## A batalha de Ellendun

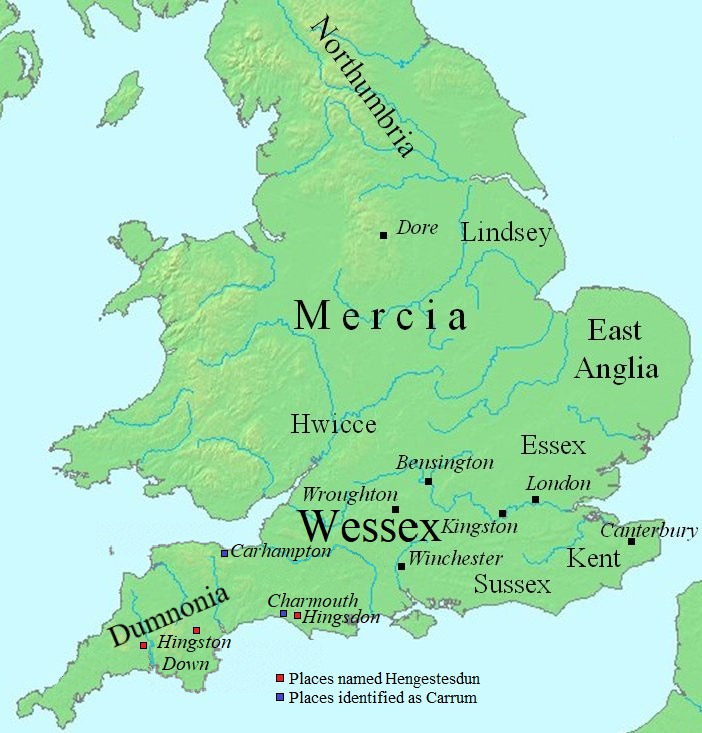
Mapa da Inglaterra durante o reinado de Egberto

Foi em 825 também que ocorreu uma das batalhas mais importantes da história anglo-saxã, quando Egberto derrotou Beornulfo da Mércia, em  Ellendun — atual Wroughton, próximo a Swindon. Esta batalha marcou o fim da dominação mércia sobre o sul da Inglaterra. A Crônica narra como Egberto deu sequência à sua vitória: "enviou o seu filho, Etelvulfo, para a batalha, Ealstano, o seu bispo, e Vulfeardo, seu ealdormano, para Kent, com uma grande tropa." Etelvulfo expulsou Baldredo, rei de Kent, para o norte, além do Tâmisa, e, de acordo com a Crónica, os homens de Kent, Essex, Surrey e Sussex submeteram-se a Etelvulfo "porque haviam sido forçados antes, erroneamente, por seus parentes." Isto pode referir-se às intervenções de Offa em Kent durante a época em que o pai de Egberto, Ealmundo, se tornou rei; se este for o caso, o comentário do cronista também pode indicar que Ealmundo tinha outras conexões no sudeste da Inglaterra.
A versão dos eventos apresentada pela Crónica parece sugerir que Baldredo foi expulso pouco depois da batalha, porém isto provavelmente não foi o que aconteceu. Um documento de Kent que sobreviveu até os dias de hoje apresenta a data de março de 826 como marcando o terceiro ano do reinado de Beornulfo, o que torna provável que Beornulfo ainda dominasse Kent até esta data, como suserano de Baldredo; assim, Baldredo ainda estava no poder, aparentemente. Em Essex, Egberto expulsou o rei Sigeredo, embora a data em que isto tenha acontecido não seja conhecida. O fato pode não ter ocorrido até 829, já que um cronista posterior associa a expulsão com uma campanha realizada por Egberto naquele ano, contra os mércios.
A Crônica Anglo-Saxã não deixa claro quem deu início às agressões em Ellendun, porém um registo histórico recente assegura que Beornulfo teria quase seguramente iniciado o ataque. De acordo com este ponto de vista, Beornulfo teria se aproveitado da campanha de Wessex na Dumnônia, no verão de 825. A motivação de Beornulfo para atacar teria sido a ameaça de revoltas ou instabilidade no sudeste; as ligações dinásticas com Kent faziam de Wessex uma ameaça à dominação mércia.
As consequências de Ellendun foram além da perda imediata do domínio mércio no sudeste. De acordo com a Crónica, os anglos orientais teriam pedido a proteção de Egberto contra os mércios no mesmo ano, 825, embora este pedido possa ter sido feito no ano seguinte. Em 826, Beornvulfo invadiu a Ânglia Oriental, supostamente para recuperar o poder na região. Foi morto, no entanto, juntamente com seu sucessor, Ludeca, que havia invadido a região em 827, evidentemente pela mesma razão. Os mércios também poderiam estar à espera de auxílio de Kent; há motivos para se supor que Vulfredo, o arcebispo de Cantuária, estivesse descontente com o domínio saxão ocidental, já que Egberto havia interrompido o uso das moedas cunhadas por Vulfredo começando a cunhar as suas próprias, em Rochester e Cantuária, e sabe-se que Egberto se apossou de propriedade que pertencia a Cantuária. O resultado do ocorrido na Ânglia Oriental foi desastroso para os mércios, e confirmou o poder dos saxões ocidentais no sudeste do país.

## Derrota da Mércia

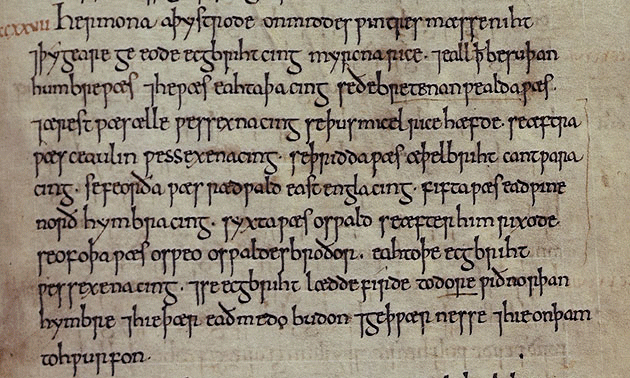
Tópico referente ao ano de 827 no manuscrito [C] da Crônica Anglo-Saxã, listando os oito bretwaldas

Em 829 Egberto invadiu a Mércia e expulsou Viglafo, rei local, exilando-o. Esta vitória lhe deu controle da casa de moedas de Londres, permitindo a cunhagem de moedas como rei da Mércia. Foi apenas depois desta vitória que o escriba saxão ocidental passou a descrevê-lo como um bretwalda, significando "grande soberano" ou "soberano da Britânia", numa célebre passagem da Crônica Anglo-Saxã. O trecho relevante dos anais, no manuscrito [C] da Crônica, é:
⁊ þy geare geeode Ecgbriht cing Myrcna rice ⁊ eall þæt be suþan Humbre wæs, ⁊ he wæs eahtaþa cing se ðe Bretenanwealda wæs.
No inglês moderno:
And the same year King Egbert conquered the kingdom of Mercia, and all that was south of the Humber, and he was the eighth king who was 'Wide Ruler'.
Os sete bretwaldas anteriores também receberam esta designação do autor da Crônica, que lista os mesmos sete nomes que Bede lista como detentores de imperium, a partir de Aelle de Sussex, e terminando com Osvio da Nortúmbria. A lista frequentemente é considerada incompleta, omitindo tanto reis mércios dominantes como Penda e Offa. O significado exato do título foi muito debatido; já foi descrito como "um termo de encomiástica poesia", embora existam evidências de que ele deixasse implícito um papel definido de liderança militar.
No decorrer daquele ano, de acordo com a Crônica Anglo-Saxã, Egberto submeteu os nortúmbrios em Dore (atualmente um subúrbio de Sheffield); o rei nortúmbrio provavelmente era Eanredo. De acordo com um cronista posterior, Rogério de Wendover, Egberto teria invadido a Nortúmbria e a saqueado antes de subjugar Eanredo: "Após Egberto conquistar todos os reinos meridionais, ele conduziu um grande exército à Nortúmbria, e devastou aquela província com pilhagens severas, e fez o rei Eanredo pagar-lhe tributo." Sabe-se que Rogério de Wendover teria incorporado os anais nortúmbrios à sua versão; a Crônica não menciona estes eventos. A natureza da submissão de Eanredo, no entanto, já foi questionada; um historiador sugeriu que o encontro em Dore teria mais provavelmente representado um reconhecimento mútuo de soberania.
Em 830 Egberto liderou uma expedição bem-sucedida contra os galeses, visando quase seguramente ampliar a influência saxã ocidental nas terras do País de Gales ocupadas anteriormente pela esfera de influência mércia. Isto representou o ponto alto da influência de Egberto.

## Perda de influência após 829

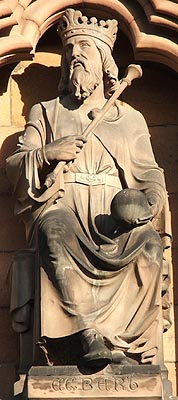
Representação de Egberto na fachada da Catedral de Lichfield, Inglaterra.

Em 830, a Mércia reconquistou sua independência, sob o comando de Viglafo - a Crônica apenas afirma que Viglafo "obteve novamente o reino da Mércia", porém a explicação mais provável é que isto teria sido resultado de uma rebelião mércia contra o domínio de Wessex.
O domínio de Egberto sobre o sul da Inglaterra terminou com a retomada de poder por Viglafo, a cujo retorno se seguiram evidências de sua independência de Wessex. Cartas indicam que Viglafo detinha autoridade em Middlesex e Berkshire, e, num documento de 836, Viglafo utiliza a frase "meus bispos, duques e magistrados" para descrever um grupo entre os quais estavam onze bispos do bispado de Cantuária, incluindo bispos de sedes em território saxão ocidental. É significativo o fato de Viglafo ainda conseguir reunir um grupo semelhante de notáveis; os saxões ocidentais, mesmo quando o podiam fazer, não costumavam reunir tais conselhos. Viglafo também pode ter trazido Essex de volta à esfera de influência mércia durante os anos após sua recuperação do trono. Na Ânglia Ocidental, o rei Etelstano cunhou moedas, talvez já em 827, porém com mais probabilidade por volta de 830, após a redução da influência de Egberto que se seguiu ao retorno de Viglafo ao poder na Mércia. Esta demonstração de independência por parte da Ânglia Oriental não é surpreendente, já que o próprio Etelstano provavelmente foi responsável pela derrota e morte tanto de Beornulfo quanto de Ludeca.
Tanto a ascensão súbita de Wessex ao poder no fim da década de 820 quanto a sua incompetência subsequente em manter esta posição dominante foram examinadas por historiadores à procura de causas subjacentes. Uma explicação plausível para os eventos daqueles anos seria a de que a sorte de Wessex teria dependido, de alguma maneira, do apoio carolíngio. Os francos apoiaram Eardulfo quando ele recuperou o trono da Nortúmbria em 808, e portanto é possível que eles também tenham apoiado a ascensão ao trono de Egberto em 802. Na Páscoa de 839, pouco antes da morte de Egberto, ele havia feito contato com Luís, o Pio, rei dos francos, para obter salvo-conduto até Roma. A partir daí uma relação contínua com os francos parece ter feito parte da política do sul da Inglaterra durante a primeira metade do século IX.
O apoio carolíngio pode ter sido um dos fatores que ajudaram Egberto a conquistar os sucessos militares do fim da década de 820. No entanto, as redes comerciais do Reno e dos francos entraram em colapso em algum ponto entre 820 e 830; além disso, uma rebelião eclodiu, em fevereiro de 830, contra Luís - a primeira de uma série de conflitos internos que duraram por toda a década de 830 e perduraram por algum tempo. Estas distrações impediram que Luís desse apoio a Egberto. Por este ponto de vista, a ausência desta influência frâncica teria feito com que a Ânglia Ocidental, Mércia e Wessex fossem obrigados a encontrar um equilíbrio de poder que não dependesse de auxílio exterior.
Apesar da perda da dominância, os sucessos militares de Egberto alteraram fundamentalmente o cenário político da Inglaterra anglo-saxã. Wessex manteve controle sobre os reinos do sudeste, com a possível exceção de Essex, e a Mércia não retomou controle da Ânglia Ocidental. As vitórias de Egberto marcaram o fim da existência independente dos reinos de Kent e Sussex. Os territórios conquistados foram administrados como sub-reinos por algum tempo, incluindo Surrey e, possivelmente, Essex. Embora Etelvulfo tenha sido um destes reis subordinados a Egberto, parece claro que ele mantinha sua própria corte real, com a qual ele viajava pelo seu reino. Cartas proclamadas em Kent descrevem Egberto e Etelvulfo como "reis dos saxões ocidentais e também do povo de Kent". Quando Etelvulfo morreu, em 858, seu testamento, no qual Wessex é deixado para um filho e o reino do sudeste para outro, deixa claro que não seria até 858 que os reinos seriam totalmente integrados. A Mércia continuou, no entanto, a representar uma ameaça; o filho de Egberto, Etelvulfo, estabelecido como rei de Kent, doou extensões de terra à Igreja de Cristo, em Cantuária, provavelmente visando contrabalancear qualquer influência que os mércios pudessem deter ali.
No sudoeste, Egberto foi derrotado, em 836, em Carhampton, pelos dinamarqueses, que por sua vez foram derrotados, juntamente com seus aliados, os galeses ocidentais, por ele em 838, numa batalha em Hingston Down, na Cornualha. A linhagem real dumnônia continuou após este período, porém é neste ponto que se considera que a independência do último reino britânico teria terminado. Os detalhes da expansão anglo-saxã à Cornualha foram muito pouco registrados, porém algumas evidências podem ser obtidas dos topônimos. O rio Ottery, que se desloca, rumo ao leste, até o rio Tamar, nas proximidades de Launceston, parece ter representado uma fronteira; a sul do Ottery os topônimos são majoritariamente córnicos, enquanto a norte dele foram bem mais influenciados pelos britânicos recém-chegados.

## Sucessão

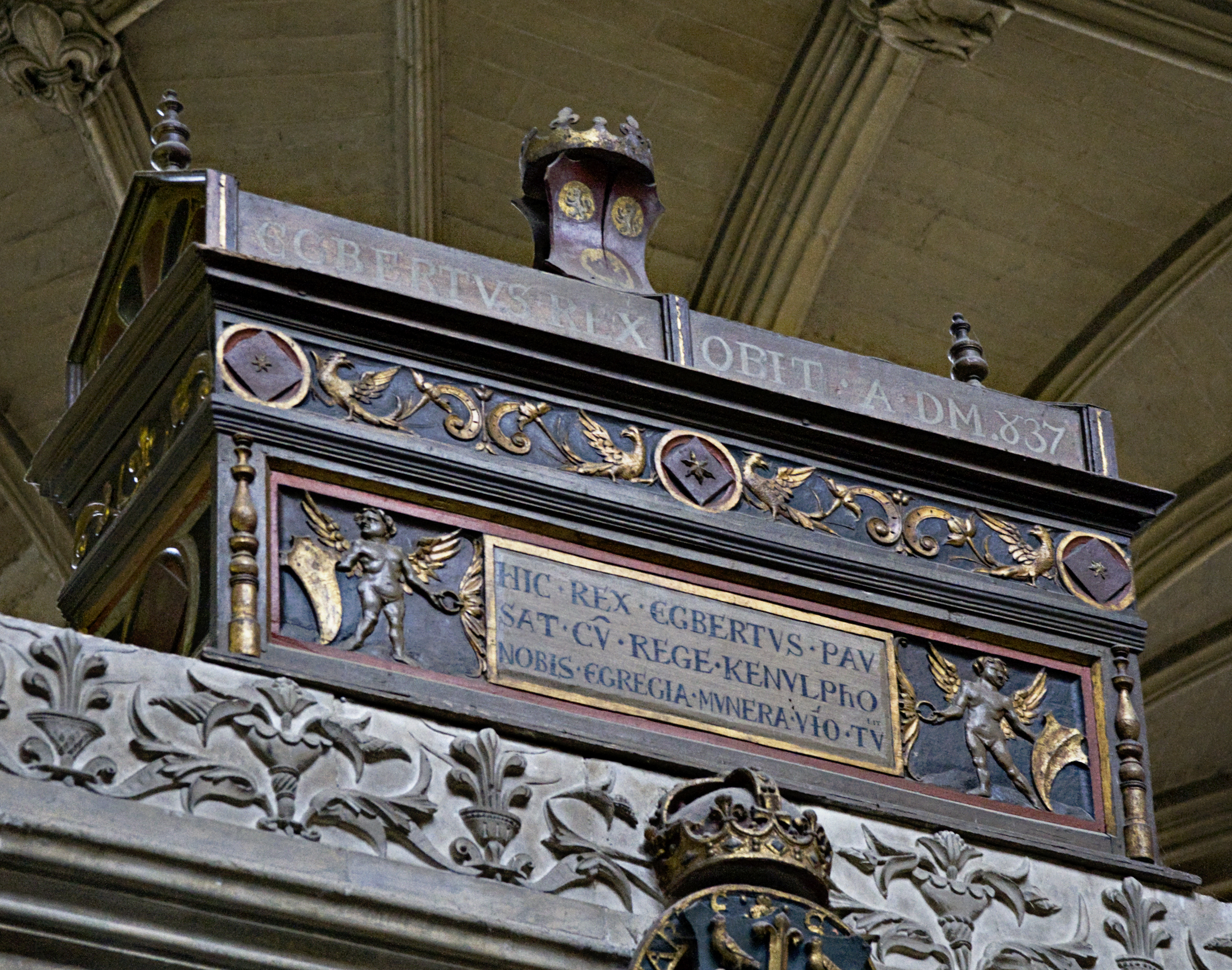
Baú mortuário do século XVI, de uma série montada pelo bispo Foxe na Catedral de Winchester, que supostamente conteria os ossos de Egberto.

Numa assembleia em Kingston-upon-Thames, em 838, Egberto e Etelvulfo concederam extensões de terra às sedes de Winchester e Cantuária em troca da promessa de apoio para as pretensões ao trono de Etelvulfo. O arcebispo de Cantuária, Ceolnoth, também aceitou Egberto e Etelvulfo como senhores e protetores dos mosteiros sob seu controle. Estes acordos, juntamente com uma carta posterior na qual Etelvulfo confirmou privilégios eclesiásticos, sugerem que a igreja teria reconhecido Wessex como uma nova potência política que deveria ser confrontada. Os clérigos consagraram o rei em cerimónias de coroação, e ajudaram a escrever os testamentos que especificavam o herdeiro do monarca; seu apoio teve valor fundamental no estabelecimento do domínio saxão ocidental, e garantiu uma sucessão pacífica para a linhagem de Egberto. Tanto os registros do Concílio de Kingston quanto outra carta proclamada naquele ano trazem uma frase idêntica: uma das condições da carta é a de que "nós mesmos e nossos herdeiros devemos doravante sempre ter amizades firmes e inabaláveis com o arcebispo Ceolnoth e sua congregação na Igreja de Cristo."
Embora não se saiba nada de quaisquer outros pretendentes ao trono, provavelmente havia outros descendentes vivos de Cerdic (o suposto progenitor de todos os reis de Wessex) que teriam oferecido concorrência ao domínio do reino. Egberto morreu em 839, e seu testamento, de acordo com o relato apresentado no testamento de seu neto, Alfredo, o Grande, deixou extensões de terra apenas aos membros de sua família do sexo masculino, de modo que estes territórios não fossem perdidos à casa real através de casamentos. A riqueza de Egberto, adquirida através de conquistas, foi, sem dúvida, um dos motivos de sua capacidade de adquirir o apoio das autoridades eclesiásticas do sudeste; a parcimônia de seu testamento indica que ele compreendeu a importância da riqueza pessoal para um rei. O cargo de rei de Wessex foi disputado com frequência por diferentes ramos da linhagem real, e um dos feitos notáveis de Egberto é ter sido capaz de assegurar a sucessão tranquila para Etelvulfo. Além disso, a experiência monárquica de Etelvulfo, no sub-reino formado a partir das conquistas de Egberto no sudeste, lhe foram valiosas quando ele subiu ao trono.
Egberto foi sepultado em Winchester, bem como seu filho, Etelvulfo, seu neto, Alfredo, o Grande, e o filho de Alfredo, Eduardo, o Velho. Durante o século IX, Winchester começou a mostrar sinais de urbanização, e provavelmente esta sequência de sepultamentos indiquem que o local seria visto de maneira especial pela linhagem real dos saxões ocidentais.

## Na cultura popular
Na série de televisão Vikings do canal History, o personagem de Ecbert, Rei de Wessex e Mércia, é interpretado pelo ator inglês Linus Roache.